# Göran Sundin

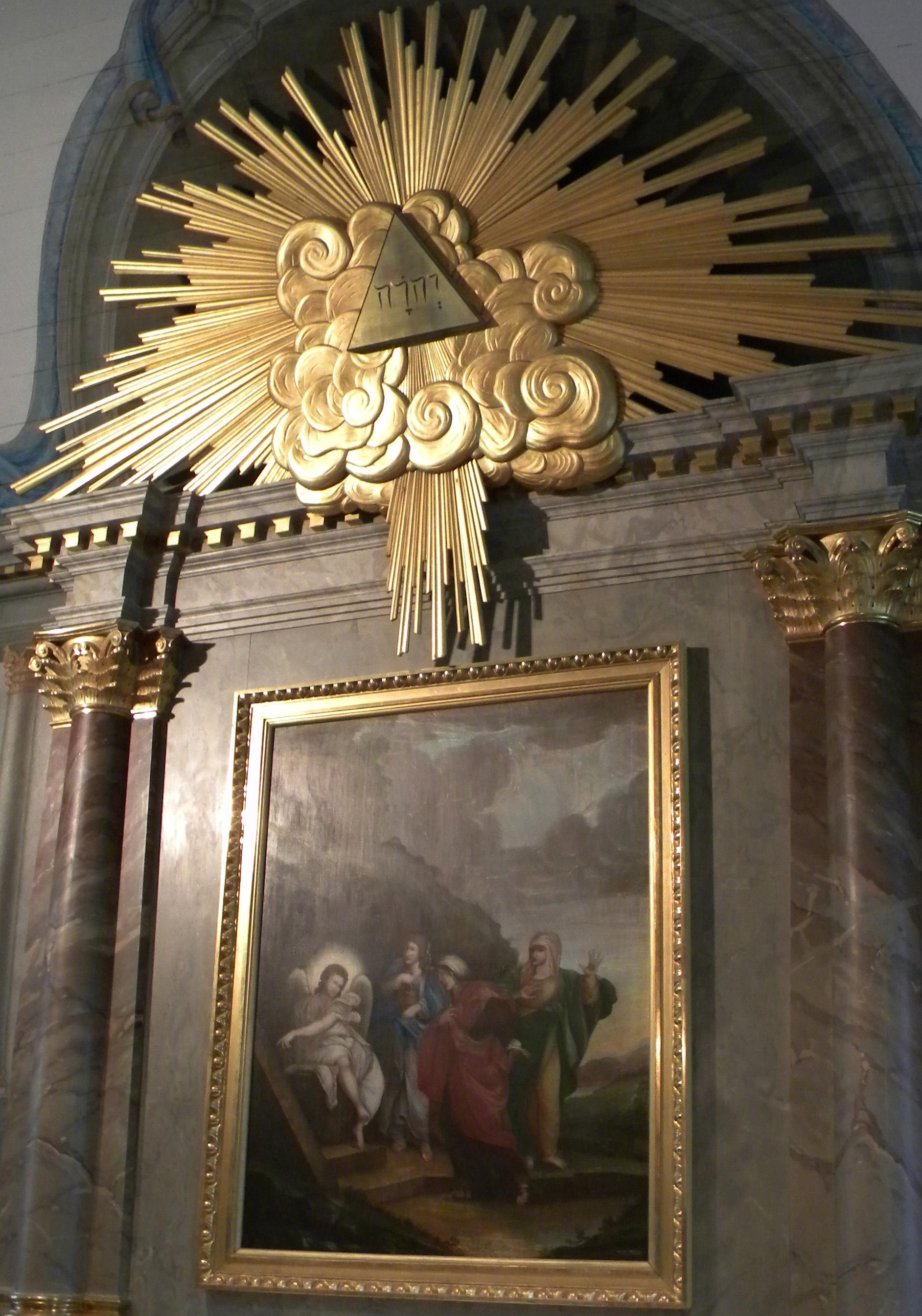
Altartavlan i Fors kyrka, utförd av Göran Sundin.

Göran Sundin, född 14 april 1795 i Orrviken, Sunne socken, Jämtland, död 30 september 1857 i Ramsele, Ångermanland, var en svensk bonde, målarmästare, målare och bildhuggare.

## Biografi
Göran Sundin var son till bonden och konstnären Pehr Sundin och Anna Göransdotter och från 1819 gift med Brita Jönsdotter samt far till kyrkomålaren Jöns Sundin. Efter avslutad skolgång vid Frösö trivialskola fick Sundin sin första handledning i teckning och målning av sin far. Men redan som skolgosse fick han följa med sin far och hjälpa till med målning och förgyllningsarbeten i olika kyrkor. Fadern försökte genom att utnyttja sina personliga förbindelser och kontakter få sonen inskriven vid Konstakademien 1814 men misslyckades. 
Göran Sundin vistades i Stockholm 1823–1824 och omhändertogs då av åldermannen vid målarämbetet Johan Rubach och fick möjlighet att ställa ut några landskapsbilder och genrebilder vid akademiens utställning 1824. Efter sitt Stockholmsår återvände Sundin till Jämtland och bosatte sig i ett torp i Kyrbyn som han inlöst av sin far. När torpet revs 1953 fann man att fyllningen i vindens trossbotten bestod av en mängd brev, varav större delen utväxlats mellan Sundin och hans hustru under de perioder han var ute på målarresor. Vidare påträffades skisser, schabloner, gravyrer, arbetsritningar, palett och penslar som numera förvaras vid länsmuseet i Östersund. Brevsamlingen daterar sig till perioden 1750–1869 och man får genom dessa brev i god inblick i Sundins arbete och levnadsförhållanden. Eftersom han var verksam i en liten ort tvingades han inte arbeta efter skråbestämmelserna utan kunde arbeta mer som en fri konstnär fast han tillhörde Östersunds målarämbete. Konstnärligt var Sundin underlägsen sin far och han kunde närmast betraktas som en medelmåtta. Hans talang som ekonom och jordbrukare var vida överlägsen det arbete som utfördes vid staffliet. Han var inte självständig i sitt skapande utan kopierade sina altardukar efter bland andra Anders Lundqvist och Fredric Westin och hans figurteckningar är stela med en ojämn kolorit. Som bildhuggare och förgyllare har han efterlämnat goda arbeten men utan att de uppvisar någon originalitet. Han försåg ett stort antal kyrkor i Härnösands stift med skenarkitekturer, oftast målad på väv och omgiven av rosenrankor och blåa draperier. Genom hans brevväxling vet man att han även dekorerade privathem och målade tavlor men inga av dessa har återfunnits. Sundin har även haft en viss betydelse som lärare till ett antal läropojkar och gesäller, bland dessa märks hans egen son Jöns, Carl Staaff och man antar att han var läromästare till Axel Gustaf Hertzberg. En minnesutställning med Pehr Sundins och Göran Sundins konst visades på länsmuseet i Östersund 1962.

## Kyrkliga arbeten utförda av Sundin
- Sundsjö kyrka, en fondvägg med skenperspektiv 1833
- Sunne kyrka, bildhuggeri på predikstol och altaruppsättning 1835
- Fors kyrka, altarmålning, bildhuggeri på predikstol och en fondvägg 1837–1838
- Häggenås kyrka, fondvägg med skenarkitektur 1841–1842
- Aspås kyrka, fondvägg med skenarkitektur 1842–1843
- Alsens kyrka, målning, förgyllning,fondvägg med skenarkitektur samt en altarmålning 1847–1849 som förstördes vid en brand 1919
- Raglunda kyrka, fondvägg med skenarkitektur och en altarmålning 1850–1851
- Hällesjö kyrka, bildhuggeri på altaret och en numera avlägsnad fondvägg med skenarkitektur 1852–1853
- Undersåkers kyrka, fondvägg med skenarkitektur och en altarmålning.
- Ådalslidens kyrka, fondvägg med skenarkitektur i samarbete med sin far 1826
- Nordingrå kyrka, fullföljde han sin fars påbörjade arbeten 1829
- Arnäs kyrka, altarmålning 1837
- Ramsele kyrka, målning, förgyllning och bildhuggeriarbeten 1856–1857 arbetet slutfördes av gesällen Anders Norberg
- Linsells kyrka, fondvägg med skenperspektiv
- Färila kyrka, altarmålning 1843–1844
- Ytterhogdals kyrka, skenarkitektur och bildhuggeri på orgelverket
- samt yrkesmålning och förgyllningsarbeten i Hässjö, Timrå, Torp, Sundsvall och Ljustorps kyrkor